# Coste
Coste is een Frans automerk, opgericht in 1988.
Het presenteerde zijn eerste auto, de Coste C1, in 1992. De auto, uiterlijk gebaseerd op de Ferrari P4, is uitgerust met Renaulttechniek. Ook het tweede model, de C2, gepresenteerd in 1999, is gebaseerd op dezelfde waarden. De auto's hebben een crashtest doorstaan.